# 薩德扎瓦河
薩德扎瓦河（烏克蘭語：Саджава），是烏克蘭的河流，位於該國西部伊萬諾-弗蘭科夫斯克州，屬於斯維恰河的右支流，發源自小圖里亞以南，河道全長19公里，流域面積32.8平方公里。